# Lilo Kraus
Lilo Kraus (* 1956 in Deggendorf) ist eine deutsche Harfenistin und Professorin für Musik.

## Leben
Lilo Kraus wurde im niederbayerischen Deggendorf geboren. Sie kam schon als Kind mit der dortigen traditionellen Musik in Berührung. Sie hatte mit 12 Jahren ihre ersten Auftritte in bayerischen Wirtshäusern. Ihr Vater Josef „Sepp“ Kraus († 2000) gründete die „Deggendorfer Stubenmusik“, mit denen sie musizierte.
In ihrer Jugend war ihre Begeisterung für europäische Musik, Volkstänze und klassische Chormusik ausgeprägt. Ihre Ausbildung als Harfenistin begann sie an der Fachakademie für Musik Nürnberg. Sie schloss die Ausbildung mit der künstlerischen Reifeprüfung als Orchestermusikerin ab. Danach folgte ein Studium an der Hochschule für Musik, Theater und Medien Hannover. Die Abschlussprüfung legte sie mit Auszeichnung ab, daraufhin wurde sie in die Solistenklasse aufgenommen. 1987 bestand sie nach ihrem Studium das Konzertexamen. Im September 1991 kam sie als Dozentin an die Hochschule für Musik nach Nürnberg zurück.
Als Harfenistin spielte sie unter anderem das Konzert für Flöte, Harfe und Orchester von Wolfgang Amadeus Mozart. Auf der Bühne stand sie zusammen mit verschiedenen Künstlern, darunter den Berliner Philharmonikern, mit denen sie 1992 eine CD aufnahm und auch mehrmals in Konzerten spielte. Mit Kent Nagano trat sie bei den Münchner Opernfestspiele auf. Sie erhielt 1994 den Kulturpreis der Stadt Deggendorf.
Kraus ist die 1. Soloharfenistin der Staatsphilharmonie Nürnberg und Professorin an der Hochschule für Musik Nürnberg. Sie schrieb ihre eigene Kammermusik Hast Du mal Feuer, Prometheus?.
Mit ihrem Ehemann Chris Schmitt, der Bluesharp spielt, musiziert sie in verschiedenen Musikrichtungen, vor allem auch Blues. Zusammen mit ihm tritt sie als Duo Harp & Harp auch auf dem Burgkonzert in Bayreuth auf. Schmitt und Kraus holten sich noch zwei weitere Musiker ins Boot, Paulo Morello an der E-Gitarre und den Kontrabassisten Norbert Meyer-Venus. Als Lilo Kraus Quartett spielen die vier regelmäßig Konzerte.
Ein weiteres Projekt von Lilo Kraus und Chris Schmitt ist Lyrik und Blues, dabei liest der deutsche Politologe, Publizist und Schriftsteller Johano Strasser alte und neue Gedichte.

## Diskografie (Alben)
- 2013: Harp & Harp (mit Chris Schmitt)[8]
- 2007: Wurzelmusik[9]
- 2007: In Balance[10]
- 1991: Harfe Solo[11]